# Potașnea
Potașnea (în ucraineană Поташня) este o comună în raionul Berșad, regiunea Vinnița, Ucraina, formată numai din satul de reședință.

## Demografie
Componența lingvistică a satului Potașnea
     Ucraineană (98,68%)
     Rusă (1,26%)
Conform recensământului din 2001, majoritatea populației satului Potașnea era vorbitoare de ucraineană (98,68%), existând în minoritate și vorbitori de rusă (1,26%).